# Euamiana dissimilis
Euamiana dissimilis là một loài bướm đêm trong họ Noctuidae.